# Frederik Kobberup Andersen
Johan Frederik Kobberup Andersen (* 24. Januar 1920 in Aarhus; † 7. Mai 2003 in Struer) war ein dänischer Kanute.

## Erfolge
Frederik Kobberup Andersen gewann bei den Olympischen Spielen 1948 in London eine Silbermedaille im Einer-Kajak. Auf der 1000-Meter-Strecke gewann er zunächst seinen Vorlauf mit einer Laufzeit von 4:40,9 min. Im Finallauf erreichte er dann hinter Gert Fredriksson aus Schweden und vor dem Franzosen Henri Eberhardt das Ziel. Seine Zeit von 4:39,9 Minuten war 6,7 Sekunden langsamer als die von Fredriksson. Auf Eberhardt hatte Andersen im Ziel einen Vorsprung von 1,5 Sekunden.
Im selben Jahr gewann er bei den Weltmeisterschaften mit der 4-mal-500-Meter-Staffel die Bronzemedaille. Zwei Jahre darauf verbesserte er sich in Kopenhagen mit der Staffel auf den zweiten Platz, während er über 500 Meter im Einer-Kajak sogar Weltmeister wurde.